# 酒井ちなみ
酒井 ちなみ（さかい ちなみ、1977年2月4日 - ）は、日本のAV女優。バルドエージェンシー所属。

## 略歴
2001年にAVデビュー。美熟女系のAV女優。
スカイパーフェクTV!の『2006年日本アダルト放送大賞』で、最優秀熟女女優大賞にノミネート。
AV業界誌『ビデオザワールド』の「2006年アダルトビデオベストテン」にて、主演作『競輪場の女』（ホットエンターテーメント、監督：川崎軍二）が上半期「第1位」となり、『競輪場の女』と『新鉢女中股間の痺れ』の2作品が評価され2006年上半期の主演女優賞を受賞。
2007年12月には、セールス、クオリティーともに、その年、最も貢献した美熟女女優としてマドンナ賞を受賞。

## 作品

### アダルトビデオ
2004年
- アナルメイトJAPAN （12月3日　グローリークエスト）

2005年
- マドンナ倶楽部（2月11日、アリスJAPAN）他出演:星野彩香、池端あやめ、松木さやか、黒木あげは、坂下れい
- 僕のやさしいママになってください。 酒井ちなみ 30歳（2月10日、ドグマ）
- 人妻暴行 隙だらけの人妻3時間（3月25日、ビッグモーカル）他出演:森口玲、松井かすみ、望月加奈、松岡紗幸、岸川ひろみ、森ゆうき、朝香美穂、瀬名涼子
- お義母さんが教えてあげる 愛の手ほどき3時間（4月22日 ビッグモーカル）他出演:朝香美穂、瀬名涼子、望月加奈、叶麗子、坪井千夏、根岸ゆかり、松島あきら、広田ここ
- 川崎軍二シリーズ 欲情家族 ミニクラブ（6月24日、グラフィティジャパン）共演:椎名ひとみ、本庄加奈子、渋谷あかね、南ケイ子 監督:川崎軍二
- 近親妻 私、義兄に犯され中出しされました（8月10日、隼エージェンシー）
- 近親相姦8ストーリー -第十章-（8月10日、隼エージェンシー）他出演:小林みゆき、真咲菜々、立花美咲華、小椋まりあ、愛野ののか、片桐美緒、吉川優奈
- 川崎軍二シリーズお寺の一人娘 大黒様の秘部（8月19日、グラフィティジャパン）共演:海老原しのぶ 監督:川崎軍二
- 近親相姦（9月22日、桃太郎映像出版）他出演:夢咲こよい
- Chuu Chuu Hip Lunatic Lesbian 01（9月23日、笠倉出版社）共演:水島しずく
- 美熟女ソープ壺姫御殿SP 2（9月25日、マドンナ）共演:立花瞳、七海りあ
- 義母の独白1（9月30日、A.T.P）
- 母姦中出し（10月7日、タカラ映像）
- ひびやんの男優私写日記 1（10月7日、映天）
- 義母の癒し（10月25日、マドンナ）
- 猥褻熟女（10月28日、シネマジック）
- ボクを狂わすすけべな義母（ママ）たち（11月11日、東京音光）他出演:吉野碧、日向ゆみ、友田真希、仲西彩乃、石川文子、小池絵美子、中村亜紀
- 淫乱クリニック（11月25日、マドンナ）
- 川崎軍二シリーズ 紳士強盗（11月25日、グラフィティジャパン）共演:桐島秋子、渋谷あかね 監督:川崎軍二
- 祭りの夜僕と寝た父の女（12月7日、グローバルメディアエンタテインメント）他出演:山口真理、浅田純子
- 美熟女メイドと金持ち坊っちゃん（12月19日、クロス）他出演:北原梨奈、真田ゆかり
- 人妻ホレ薬 100キャラットのダイヤより、アナタのおチ○ポ欲しいのよ～!（12月19日、CROSS）他出演: 北原梨奈、真田ゆかり
- アナル奴隷夫人（12月25日、マドンナ）

2006年
- 他人の妻食主義（1月17日、ルミナス企画）他出演：桜木亜美、立花彩香、中山りお、観月ゆり、保坂陽子、片瀬きみか、夢咲こよい、白木泉、宮原海
- 淫乱妻 中出し20連発 酒井ちなみ（1月19日、アイエナジー）
- 行商の薬売りに乱れる人妻 股ぼくろ（1月20日、ホットエンターテイメント）他出演:舞乃るあ、渡瀬りえ
- おはズボッ！入ったとたんギャー!いいー!!（1月21日、アテナ映像）他出演:七瀬くるみ、沢田あかり、佐伯まり、大森りり、中原詩織
- 中出しされた美人秘書（1月25日、マドンナ）
- 川崎軍二シリーズ 新鉢女中 股間の痺れ（1月27日、グラフィティジャパン）共演:麻倉みお 監督:川崎軍二
- 救性痴女病棟 2（2月1日、アイデアポケット）共演:楓アイル、藍山みなみ、姫野愛、今井もも 他
- THE 痴女家庭教師 4（2月10日、メディアバンク）他出演:常夏みかん、姫川麗 他
- 昼下がりのいけない人妻たち 9人の淫乱妻 2（2月10日、隼エージェンシー）他出演:中山りお、加賀雅、小林みゆき、立花美咲華、立花瞳、土屋まみ、仲西彩乃、森下さやか
- 競輪場の女（2月20日、ホットエンターテイメント）他出演:滝沢由紀
- 秘女琴 <ひめごと>/淫乱ナースの熱い舌心◆秘めた野心、今...（3月24日、コンマビジョン）共演:田中梨子
- 女教師ちなみ（3月13日、溜池ゴロー）
- 平成未亡人下宿 独身寮母（3月25日、アカデミック）
- モロ出し! 奥さま性感チェック（3月25日、現映社）他出演：矢吹涼子、池田純子、水沙和みずほ、吉澤裕美子、相田紀子、平山亜矢子、芹澤里枝、飯尾貴子、石田みさき、霧島洋子、池田留美
- 行列のできる全裸SEX教団（3月31日、VIP）共演:姫川麗、常夏みかん、月野しずく
- 巨乳義母生中出し（4月21日、TMA）他出演:ささきふう香、増田ゆり子、杉山圭
- 親肛交（4月22日、メディアステーション）他出演:恵ちとせ、雪見まゆ
- 人妻はソレをガマンできない（4月28日、マックス・エー）他出演:森下理音、白鳥るり、南ちづる、麻倉みお、玉置マリア、白川なつみ
- 2ち○んねるスレで話題の美熟女を追え!（5月26日、タイガーマイスターズ）他出演:岩崎千鶴、鮎川るい
- ザ・ウィークエンダー3 人妻、熟女、情交愛欲地獄（5月27日、マックス・エー）他出演:間宮いずみ、芹沢典子
- 会員制人妻高級ソープ スリーローテーション専門店（6月9日、GLAY'z）他出演:間宮いずみ、福山洋子
- 熟尻性戯（6月10日、AVS）
- 美熟女メイドと金持ち坊っちゃん（6月19日、クロス）共演:紫彩乃
- 結婚したら妻が痴女（6月19日、クロス）共演:菊原まどか、桜田さくら、宮里さくら オムニバス作品
- 大人の女の下心 濃厚セックス集[誘惑]（6月27日、マックス・エー）他出演:ささきふう香、あらきれいこ、藤川しの、福山洋子
- 裏Lady’s Room（7月21日、笠倉出版社）他出演：水島しずく 椎名まゆみ 中山千秋 華純 白鳥るり
- 禁断（秘）劇場 屋根下の許されない情事（8月4日、竹書房）共演：佐藤江梨花
- 七人の「顔騎」女たち 2 淫尻艶女編（8月10日、AVS）他出演:鮎川るい、水城なな、松村かすみ、鶴瀬愛美、石森みさと、高田愛子
- 背徳マダムの串刺しオペラ 第一章（9月10日、AVS）共演:鮎川るい
- 火花散る淫ら美人 26歳から43歳まで（9月16日、現映社）他出演:朝倉まりあ、黛じゅり 他
- 美麗秘書の白涙 酒井ちなみ（10月7日、アタッカーズ）
- 昼下がりの犯され妻 9人の奴隷妻5（10月10日、隼エージェンシー）他8名出演
- 恋する熟女 酒井ちなみ30歳（11月18日、ルビー）
- 生殖器結合をねだる人妻（11月24日、マックス・エー）他出演:美咲ゆりあ、ささきふう香
- 【妄連想】 女教師性的指導編 同級生&ロ●ータ編（12月7日、Lightning）他出演:水谷麻子
- 院内性乱脈 性欲処理内科 2（12月25日、FAプロ）他出演:湊みらい、岡崎真央、野原もも、望月加奈、雪野るり、桜井あきら
- 3穴中出し33連発。（12月25日、マドンナ）
- パチンコ狂いの女（12月25日、ホットエンターテイメント）他出演:山口真理、神崎みい、浅田純子、川本礼子

2007年
- 継母たちのどすけべ自慢グランプリ 〜息子を喰らい貝くらべ〜（4月19日、BRAVO）他出演:中村亜紀、石川文子
- 喪服の下の白腿 未亡人総集編（6月20日、ビーエムドットスリー）他出演：佐々木麻由子、水元ゆうな、夢野まりあ
- 生垂れ熟女・紫葵の卑猥ボディーSHOCK（7月4日、AVS）
- 性的暴行 哀れなる者 汝の名は女なり（7月4日、FAプロ）共演：なつみ、水沢ほたる、森下さやか、結衣美沙、渋谷あかね、芽菜、高島湊、加賀雅
- 熟女 逆ハーレム 7 貴女の思いのまま（7月13日、クリスタル映像）他出演:翔田千里、相馬里歩、中峰さゆり、神崎美樹、真田ゆかり
- 美熟女と黒人（8月7日、マドンナ）
- 中年男が見る名作エロ本（9月13日、FAプロ）共演：	湊みらい、月崎舞、橘真央
- 中高年エロドラマ 興奮・夫以外の男とするSEX（9月25日、FAプロ）共演：湊みらい
- 日本性犯罪史（9月25日、FAプロ）共演：湊みらい、雨宮衣織、橘真央
- さっちゃん（9月19日、ドグマ）他出演:持田茜、辻本りょう
- 夏エロ本 母が見る/姉が見る/女先生が見る（10月13日、FAプロ）共演：織倉真琴、岡崎真央、望月加奈
- 義母と叔母 禁断の極上中出し関係 第二章（10月20日、スターパラダイス）他出演:麻生京子
- 性 養女/めかけ/後妻/手伝婦（10月25日、FAプロ）共演：野原もも、さきふう香、岡崎真央
- 性的不満だらけの妻たち（10月25日、FAプロ）他出演：雪乃るり、麻倉みお
- 人生劇場 不純/非道徳/禁断 SEX（11月13日、FAプロ）共演：白鳥るり、野原もも、ささきふう香
- 美人団地妻の生中出し 2（11月20日、スターパラダイス）他出演:風吹逸見、松本亜璃沙
- この世はエロ色 熟女・淑女・中年女（11月25日、FAプロ）他出演：望月加奈、五月留美、加賀雅、白鳥るり
- 世間のモノ笑いの種 とっつあんが嫁を/婿がおっかさんを/おやじが娘をハラませた（11月25日、FAプロ）他出演：湊みらい、雪乃るり
- あ〜 痴漢がしたい/のぞきがしたい/浮気がしたい/中年男（12月13日、FAプロ）他出演:佐々木ふう香、桜井あきら、杏野みつ、赤坂ルナ
- 院内性乱脈 性欲処理内科2（12月25日、FAプロ）他出演：雪乃るり、望月加奈、湊みらい、桜井あきら

2008年
- 性的過保護な母親は内気な娘が心配で、性の手ほどき親子どんぶり肛門セックス 酒井ちなみ×宝部ゆき（1月19日、クロス）
- アレが止まらないSEX狂いの人生 淫乱妻の性（1月25日、FAプロ）共演：城本久美
- ヘンリー塚本 心に残る大人のエロ本（1月25日、FAプロ）他出演：杏野みつ、島田香奈、中村亜紀、結衣
- となりの奥さん（2月25日、マドンナ）
- どうせこの世は男と女 性愛相姦図 嫁と父/義兄と妹/母と婿（3月25日、FAプロ）他出演：野原もも、大沢萌、渋谷あかね
- この世はエロまみれ 熟女・淑女・中年女（5月13日、FAプロ）他出演:美里流李、小酒井ちなみ、なつみ、大沢萌
- いい女のエロチックな悶え 女体電気拷問大全集（5月13日、FAプロ）他出演：湊みらい、坪倉史歩、結衣、友田真希、藤森みゆき、望月英子
- 濡れ透け婦人の甘い疼き ～淫乱女教師・ちなみ～（6月7日、Fitch）
- 個人タクシーで濡れる女（7月7日、マドンナ）
- ど淫乱団地妻と中出しセックス（7月15日、NEXT GROUP）他出演：宝来みずほ、艶堂しほり、芹沢あすか、大塚珠季
- 巨乳ギャル中出し40発! 1（7月17日、アイエナジー）他出演：浜崎りお、Rico、おだぎり麻央、小泉彩、北島玲、あいぶらん
- 故郷 先生に奪われた処女/15で嫁に行った妹/兄嫁の白い乳房/村長とできていた母 あの日（7月25日、FAプロ）他出演：	秋川りお、瀬名涼子、白鳥るり、野原もも、橘真央
- 極上熟マゾ愛奴（7月26日、アヴァ）
- 超乳熟マゾ愛奴（8月28日、アヴァ）
- 悶絶美熟女の卑猥な日常 色気ムンムンな友達のお母さん、ちなみの場合（9月7日、Fitch）

2009年
- 背徳の団地妻 昼下がりの下半身事情（2月7日、マドンナ）
- 力ずくで犯されて/夫以外の男に不倫で/兄嫁がおやじに/通勤バスの中で痴女にいかされる!（2月13日、FAプロ）他出演：大沢萌、加賀雅、倖田李梨、橘祐子
- 母さんの腋の毛（4月25日、マドンナ）
- エロい美熟女の巨尻誘惑（5月25日、Fitch）
- 美乳塾へ行こう!!（6月18日、AROUND）
- 堕ちた万引き妻 崩壊の肉情陵辱（7月7日、マドンナ）
- 夫を裏切る情事の日々… 密会のラブホテル（8月13日、FAプロ）他出演：風見京子、沙耶華、横山翔子、白川なつみ、大沢萌
- ヘンリー塚本エロ本 官能の性行為集（9月25日、FAプロ）他出演：結衣、浅井舞香、玉置マリア、望月加奈
- 熟女潮吹き大全（10月20日、FNEXT GROUP）他出演：あずま樹、白坂百合、加藤レイナ、澤村レイコ、広瀬奈々美、白鳥美鈴、風間ゆみ
- キレイなお母さんに叱られたい!（11月7日、マドンナ）
- 中年熟女のふくよかな乳房（11月10日、グローバルメディアエンタテインメント）他出演：楠真由美、佐藤みき、大林理恵、永峰朋美、絹田美津、麻宮良子、叶艶子、滝沢陽子、宮田かおる、愛原純、山本まりこ、小林冬香、結城櫻子、海老原しのぶ、矢沢美奈、森下こずえ、北原夏美、望月加奈、松浦ユキ、若林ひかる、小泉ありさ、増田ゆり子、菊池エリ、岸川ひろみ、中川ルナ、高木礼子、山本さき、芹沢真理

2010年
- 酒井ちなみ大全集8時間（3月7日、マドンナ）※ 単体ベスト
- ヘンリー塚本の世界一卑猥な接吻とSEX（5月13日、FAプロ）他出演：大越はるか、古館びわ、三咲エリナ、横山翔子、真鍋美奈、日高ゆりあ、竹下あや、風見京子
- ヘンリー塚本の変態性愛 フェチ（12月25日、FAプロ）他出演：北原夏美、真島みゆき、風見京子、橘真央、二岡ゆり

2011年
- 昭和 畳と障子とモンペとズロース/セックスと女たち（7月25日、FAプロ）他出演：高島湊、北条アミ、杏野みつ、結城あや、坪倉史歩、里中亜矢子、水沢ほたる、池端あやめ、林由美香、神崎南、安藤沙耶佳、愛葉亜希、なつみ
- 女は誰もがみんなマスをかく 2（12月13日、FAプロ）他出演：田村マリ、小鳥遊恋、夏海エリカ、雪平あい
- 人生は雨のち晴れ時々SEX（12月25日、FAプロ）他出演：望月加奈、倖田李梨、愛川咲樹、北原夏美

2012年
- マスターベーションにふける人妻たち2（2月1日、FAプロ）他出演：五十嵐しのぶ、能瀬ひろな、大塚美雪、菊川麻里、今井ゆり、東条美菜、浅宮ゆかり、大沢萌、風見京子、黒木小夜子、坂上友香、北村りょう
- 思わずその気になるナマナマしい 官能ポルノ（6月25日、FAプロ）他出演：桐原あずさ、北谷静香、相葉なな、菊島夕子
- 母（おふくろ）たちの昭和/娘たちの昭和（7月13日、FAプロ）他出演：風間ゆみ、川上ゆう、北原夏美、並木るか、菊島夕子、夏海エリカ、浅井千尋、東条美菜、浅井舞香、なつみ、MOMO、木佐まい、黒木小夜子、大沢萌、二岡ゆり、平原あいみ、水嶋あい

2014年
- どS義母 「早く舐めなッ!! この変態息子!!」（4月20日、STAR PARADISE）
- 人妻たちの狂乱ラブホテル（5月23日、なでしこ）他出演：本庄瞳、大沢萌、汝鳥すみか、横山翔子、白川なつみ、永井智美
- S級肉食系官能ボディ（9月13日、アートビデオSM/妄想族）他出演：沙耶華
- 禁断情交 義母の息子狩り全集（10月20日、STAR PARADISE）他出演：樋口冴子、椿美鈴、白鳥美鈴、和光志穂

2015年
- 社長夫人の淫ら汁（6月20日、STAR PARADISE）
- 銀座クラブママの淫汁（7月20日、STAR PARADISE）

2016年
- 昭和官能劇場 淫乱人妻篇（9月23日、なでしこ）他出演：夢野まりあ、麻生千尋、瀬名涼子、桐島秋子

2023年
- 酒井ちなみ 伝説の美熟女が魅せる官能ドラマ 2枚組（4月20日予定、ネクスト）※『どS義母 「早く舐めなッ!! この変態息子!!」』と『社長夫人の淫ら汁』の2本完全収録

### イメージビデオ
- 美熟（2007年1月12日、竹書房） ※同名の写真集も同時発売

### オリジナルビデオ
- 夜這い村 大漁の潮（2006年6月7日、ビーエムドットスリー）共演:望月梨央